# Mystacomyia scordalus
Mystacomyia scordalus là một loài ruồi trong họ Tachinidae.